# Karlsplatz
Pour les articles homonymes, voir Karlsplatz (homonymie).

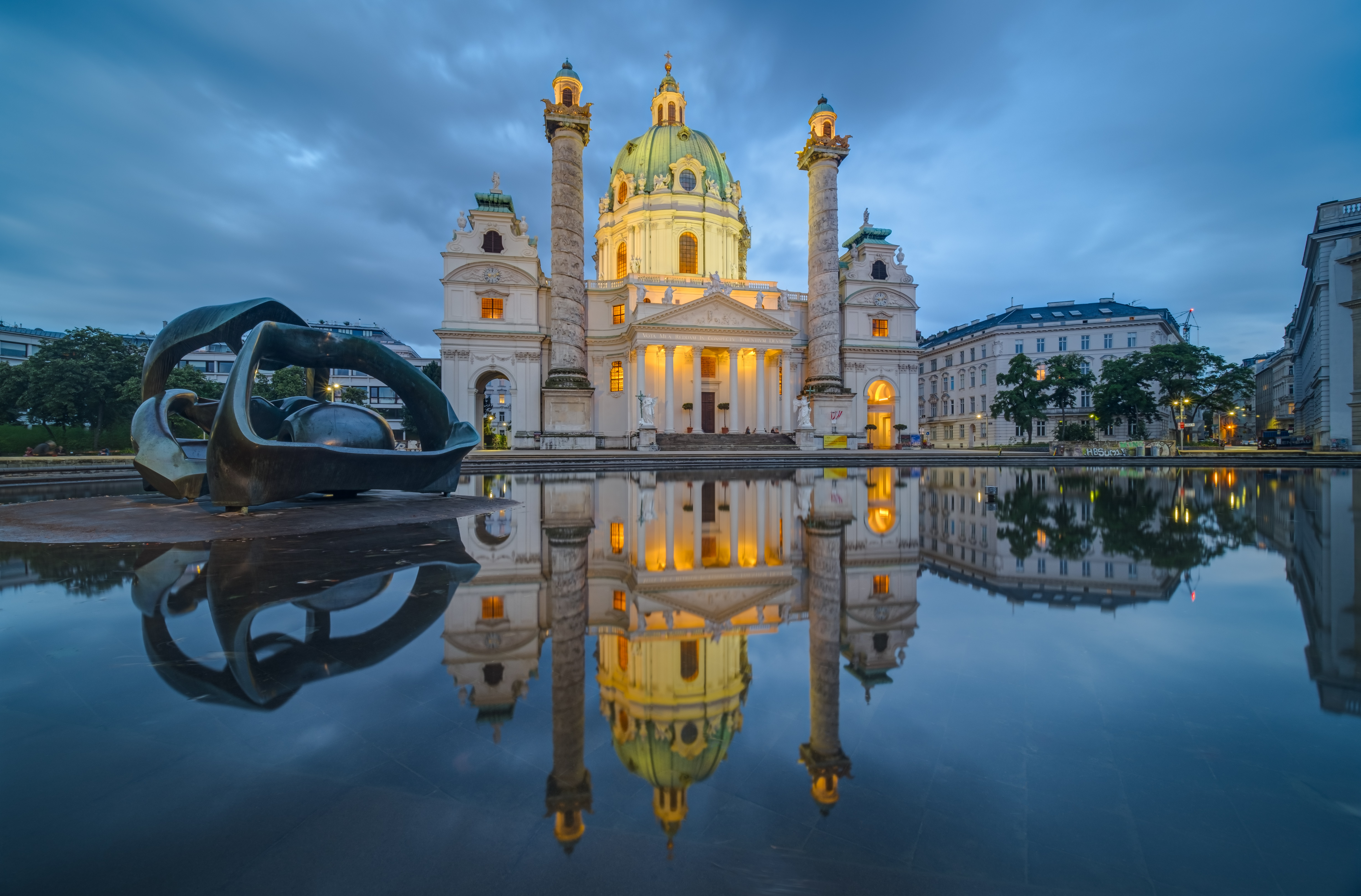
L'église Saint-Charles-Borromée avec la sculpture "Hill Arches" de Henry Moore sur la Karlsplatz. Juillet 2019.

La Karlsplatz est une place de la ville de Vienne située à la limite des arrondissements d'Innere Stadt et de Wieden. Dominée par l'église Saint-Charles-Borromée, c'est une des places les plus fréquentées de la ville.

## Source de la traduction
- (en) Cet article est partiellement ou en totalité issu de l’article de Wikipédia en anglais intitulé « Karlsplatz » (voir la liste des auteurs).